# Калінішна
Калінішна (рос. Калинишна) — село Кяхтинського району, Бурятії Росії. Входить до складу Субуктуйського сільського поселення.
Населення —  163 особи (2010 рік). 